# Cenopalpus naupakticus
Cenopalpus naupakticus är en spindeldjursart som beskrevs av Hatzinikolis, Panou och Papadoulis 1999. Cenopalpus naupakticus ingår i släktet Cenopalpus och familjen Tenuipalpidae. Inga underarter finns listade i Catalogue of Life.